# Kösliner Straße
Die Kösliner Straße (ⓘ) ist eine Nebenstraße im Berliner Ortsteil Gesundbrunnen. Bekannt wurde sie als Zentrum des „Roten Weddings“ in der Weimarer Republik. In der engen Nebenstraße wohnten zahlreiche Kommunisten. Beim Berliner Blutmai 1929 kam es in der Kösliner Straße zu tagelangen Auseinandersetzungen zwischen Polizei und Bewohnern.

## Geschichte
Benannt wurde sie nach Köslin, der Hauptstadt des Regierungsbezirks Köslin in der preußischen Provinz Pommern, heute Koszalin in der Woiwodschaft Westpommern in Polen. Sie trägt den heutigen Namen seit dem 15. Juli 1875. Errichtet wurden in der Kösliner Straße typische Berliner Mietskasernen mit mehreren Hinterhöfen (Wilhelminischer Ring). Die Bebauung entstand in der Zeit der Industrialisierung des Weddings, von Anfang an lebten in den Häusern vor allem Arbeiterfamilien. In den 24 Häusern der Kösliner Straße lebten zu Zeiten der Weimarer Republik und der Wohnungsnot insgesamt 2500 Menschen. Im 17. Jahrhundert lagen auf dem Gebiet der heutigen Kösliner Straße die Gärten des Vorwerks Wedding.

## Roter Wedding
Die Kösliner Straße galt zusammen mit den Pharussälen in der Müllerstraße als Keimzelle des „Roten Weddings“, in dem besonders viele aktive Kommunisten organisiert waren und die Straße beherrschten. Sie war deshalb auch immer wieder Ziel der Nationalsozialisten, die erstmals 1929 mit der SA durch die Straße fuhren und mit Blumentöpfen beworfen wurden. Der Einzug der NSDAP war im April 1933 erfolgt, als sie nach der Machtergreifung ein KPD-Lokal in der symbolischen Straße als eigenes Sturmlokal besetzte.
In der Kösliner Straße 12 wurde der Zeichner und Karikaturist Oskar geboren, der später als Schnellzeichner in der Berliner Abendschau und in der Fernsehsendung Dalli Dalli berühmt wurde.

## Blutmai

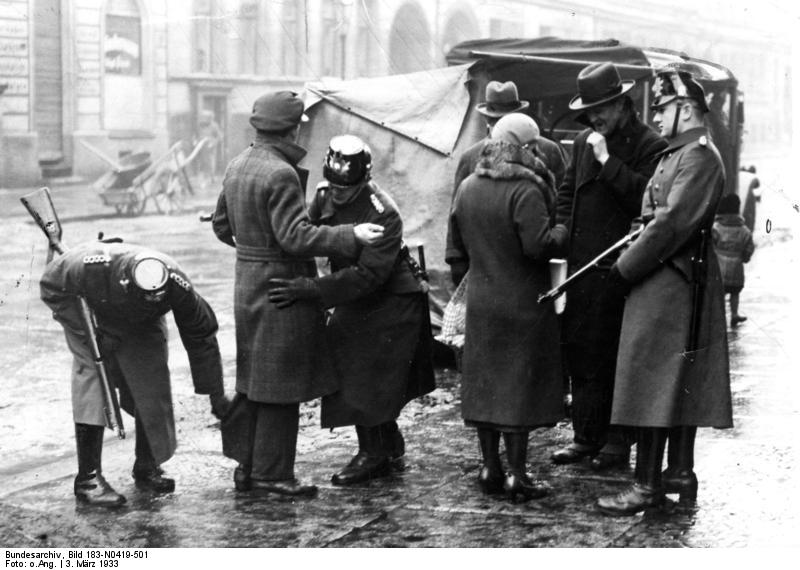
1933: Die Polizei durchsucht Passanten nach Waffen.

Die Auseinandersetzungen um den sogenannten Blutmai ab dem 1. Mai 1929 ereigneten sich, da der sozialdemokratische Berliner Polizeipräsident Karl Friedrich Zörgiebel ein Demonstrationsverbot verhängt hatte und die KPD am Tag der Arbeiterbewegung trotzdem zu Demonstrationen aufrief. Die Polizei rechnete mit einem kommunistischen Aufstand und der bewaffneten Revolution und reagierte dementsprechend brutal.
Die Polizei war beim Versuch, die Demonstrationen zu unterbinden bereits mehrfach durch den Wedding und die Kösliner Straße patrouilliert, als sie um 14 Uhr aus Fenstern der Kösliner Straße mit Blumentöpfen beworfen wurde und dazu Rufe wie „Bluthunde“ erklangen. Das erste Opfer der Auseinandersetzungen zum 1. Mai 1929 starb in der Kösliner Straße direkt im Anschluss: Der Bauklempner Max Gemeinhardt, Mitglied der SPD und des Reichsbanners, wurde von zwei Polizisten in seiner Wohnung, Kösliner Straße 19, Dritter Stock, mit einem Schuss in die Stirn erschossen, als er nicht gleich einer Aufforderung nachkam, sofort das Fenster zu schließen, sondern versuchte, mit den Polizisten zu reden.
Die Auseinandersetzungen eskalierten. Menschen aus anderen Bezirken kamen in den Wedding und die Polizei schickte mehrere Hundertschaften und Panzerwagen mit aufmontierten Maschinengewehren. Um gegen die anrückenden Polizisten gewappnet zu sein, errichteten Bewohner Barrikaden zwischen Kösliner- und Weddingstraße.
In Folge der Auseinandersetzungen durchkämmte die Polizei mehrfach die Kösliner Straße, wobei sie von beiden Seiten vorrückte und mit Schusswaffen auf Dächer und Fenster zielte. Während die Arbeiter unbewaffnet waren, machte die Polizei von ihren Waffen Gebrauch. Am 1. Mai starben in der Kösliner Straße drei Menschen. Neben Gemeinhardt waren dies noch zwei Bewohner, die an den Auseinandersetzungen nicht beteiligt waren und von Polizeikugeln durch die geschlossene Haustür getroffen wurden.

## Berliner Mietstreik
Der Berliner Mietstreik 1932/1933 wurde vor allem durch Frauen aus proletarischen Haushalten getragen, die sich gegen steigende Mieten bei gleichzeitig nicht stattfindenden Reparaturen an den Häusern wehrten. Dieser begann im August 1932 in der Swinemünder Straße im Berlin-Mitte vor allem in den neugeschaffenen Wohnsiedlungen der Weimarer Republik, griff langsam aber auch auf Altbauten über. Eine der ersten Altbaugegenden, die bestreikt wurde, war die Kösliner Straße. Hier trat am 1. November 1932 die gesamte Straße auf einmal in Streik und verweigerte die Mietzahlung.

## Nach dem Zweiten Weltkrieg
Während nur wenige der klassischen Berliner Mietskasernen der Kösliner Straße den Zweiten Weltkrieg unbeschadet überstanden hatten, wurden diese im Zuge von Wirtschaftswunder und Stadtsanierung abgerissen. In der Gegend der Kösliner Straße sollte ein reines Wohnquartier entstehen. Dazu wurden für die Zeit typische Mietwohnungen gebaut. Begründet wurde dies unter anderem damit, dass die Gegend ein sozialpolitischer Unruheherd und eine „Keimzelle der Zersetzung“ in der Auseinandersetzung mit der Sowjetunion sei, der durch angemessene Architektur befriedet werden könne.
West-Berlin präsentierte Abriss und Neubau in der Kösliner Straße auf der Weltausstellung 1958 als Musterbeispiel seiner Baupolitik.
Die tageszeitung beschrieb 2009 den Zustand der Kösliner Straße als „kantige Wohnblöcke, die den dumpfen Charme der 50er Jahre verbreiten. Parzellierte Gärtchen, Zäune, viel Beton. Am Durchgang ein sauberes Schild: ‚Spielen in der Anlage verboten‘.“